# Arminiuswerft
Die Arminiuswerft GmbH, später Arminius-Werke GmbH, war eine Schiffswerft in Bodenwerder/Weser.

## Geschichte
1902 wurde in Bodenwerder die Werft als Firma C. Pape gegründet. Nach Errichtung einer behelfsmäßigen Helling wurden Weserschiffe repariert und auch Stühle hergestellt. 1930 wurde die Firma in Arminiuswerft umbenannt. 1934 wurde mit dem ersten Neubau von stählernen Binnen- und Seeschiffen begonnen. Die unterschiedlichsten Spezialschiffe, von Bagger- bis zu größeren Serien von Frachtschiffen, verließen die Werft. Während des Zweiten Weltkriegs wurden bei der Werft auch Zwangsarbeiter beschäftigt, darunter 120 Ukrainer und italienische Militärinternierte. In Zusammenarbeit mit dem Demag-Werk Harkort II wurden Segmente für den U-Boot-Bau hergestellt. Nach dem Ende des Zweiten Weltkriegs 1945 entwickelte sich die Werft sehr schnell durch gezielte Investitionen und Erweiterung des Konstruktionsbüros zu einem der führenden Betriebe zum Bau von modernsten Binnen- und Seeschiffen weiter. Bis 1962 wurden 320 Neubauten mit einer Tragfähigkeit bis 1500 t ausgeliefert. Es gab zu der Zeit sechs Hellingplätze und die Arminiuswerft verfügte über rund 300 Mitarbeiter. Am Mittellandkanal in Hannover wurde ein Zweigbetrieb für Reparaturen mit einer Helling für drei Schiffe eingerichtet. Aus diesem Zweigbetrieb, er bestand bis 1987, ist der Yachthafen Hannover entstanden.
Im Dezember 1988 wurde die zum deutschen VEBA-Konzern gehörende Arminiuswerft GmbH geschlossen. Neue Gesellschafter beschlossen im Frühjahr 1989 eine Fortführung der Werft und gründeten die Firma Arminius-Werke GmbH. Da die Nachfrage nach Binnenschiffen immer kleiner wurde, spezialisierte man sich auf den Bau von Küstenmotorschiffen, die überwiegend für eine russische Reederei gebaut wurden. Ebenso wurde ein Joint Venture mit einer russischen Werft begonnen.
Da die Schiffe und der Tiefgang immer größer und die Schleuse in Hameln zum Nadelöhr wurden, entschlossen sich die Gesellschafter 1996, die Schiffbauproduktion in Bodenwerder einzustellen und nach Emden zur Cassens-Werft zu verlagern.
Im Jahr 1997 wurde die Schiffswerft Bodenwerder GmbH gegründet. Mit circa 20 Mitarbeitern wurde die Flotte der Oberweserdampfschiffahrts-Gesellschaft modernisiert. Neben einem neuen Mittelschiff mit gleichzeitiger Verbreiterung für ein Binnenschiff wurden diverse Pontons, Anleger und Schuten gebaut. Die Firma wurde im Jahr 2000 wegen fehlender Aufträge wieder geschlossen.
Heute ist auf dem Gelände die Firma ARMINIUS Metallbau & Industrieservice GmbH ansässig. 15 Mitarbeiter sind im Metall- und Stahlbau und im Industrieservice tätig. Weiterhin werden kleinere Reparaturen an im Oberweserbereich noch vorhandenen Schiffen vorgenommen. Die Firma wird geleitet von Dirk Pfaff, der 1981 auf der Werft den Beruf des Schiffbauers erlernt hat.

## Gebaute Schiffe
Folgende Schiffsarten wurden in Bodenwerder entwickelt und gebaut:
- Binnenschiffe (Motorgüterschiffe, Chemikalien- und Gastanker)
- Tankmotorschiffe
- Schubboote
- Küstenmotorschiffe
- Feuerlöschboote
- Fahrgastschiffe
- Seeschlepper
- Fähren
- Eimerkettenbagger
- Marinefahrzeuge
- Greifbagger und Räumgeräte
- Druckluftschwimmbagger
- Schleppkähne
- Leichter

Auswahl an gebauten Schiffen:
- Dorle (1937)
- Egesi (1942)
- Anna Soraya (1957)
- Arminia (1963)
- Dettmer Tank 23, 25, 27 (1969)
- Dettmer Tank 29 (1970)
- Dettmer Tank 31, 33 (1971)
- Dettmer Tank 37, 39 (1972)
- Jaguar, B. Dettmer (1972)
- Excalibur (1972)
- Dettmer Tank 52 (1973)
- Esso Frankfurt (1973)
- Bilgenentöler 8 (1976)
- Braksiel (1976); Schlepper
- Heinrich Dettmer, B. Dettmer (1977)
- Felix (1977)
- Holzminden (1978)
- Keiler (1978); Schubschiff
- Enny Dettmer, B. Dettmer (1979)
- Stuttgart, B. Dettmer (1980)
- Mannheim, B. Dettmer (1980)
- Roland von Bremen, B. Dettmer (1981)
- Puma, B. Dettmer (1981)
- Anna Firmbach (1981)
- Luchs, B. Dettmer (unter Verwendung des Hecks von Dettmer Tank 11), 1981
- Gaisburg, B. Dettmer (1983)
- Heilbronn, B. Dettmer (1983)
- Eiltank 21 (1984)
- Karlsruhe (1985)
- Hamburg, Dettmer KG (1986)
- Xandrina (1986), 2008 umbenannt in Poprad
- Fürth, Dettmer KG (1987)
- Panda, Dettmer KG (1987)
- Manguste, Dettmer KG (1987)
- Königstein (1992)
- Tulos (Тулос) (1995)
- Baltic Skipper (1996)
- Baltic Merchant (1997)

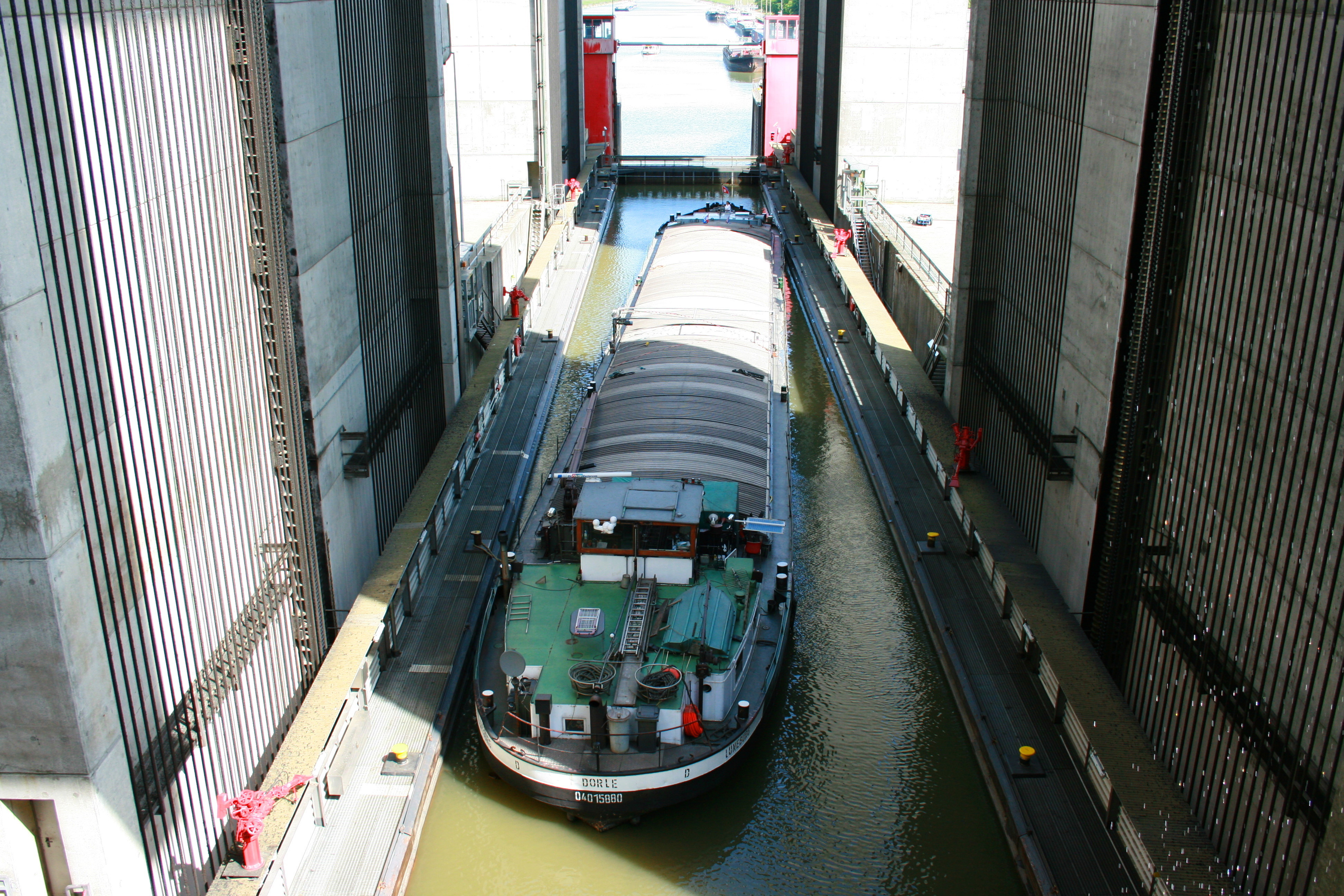
Dorle
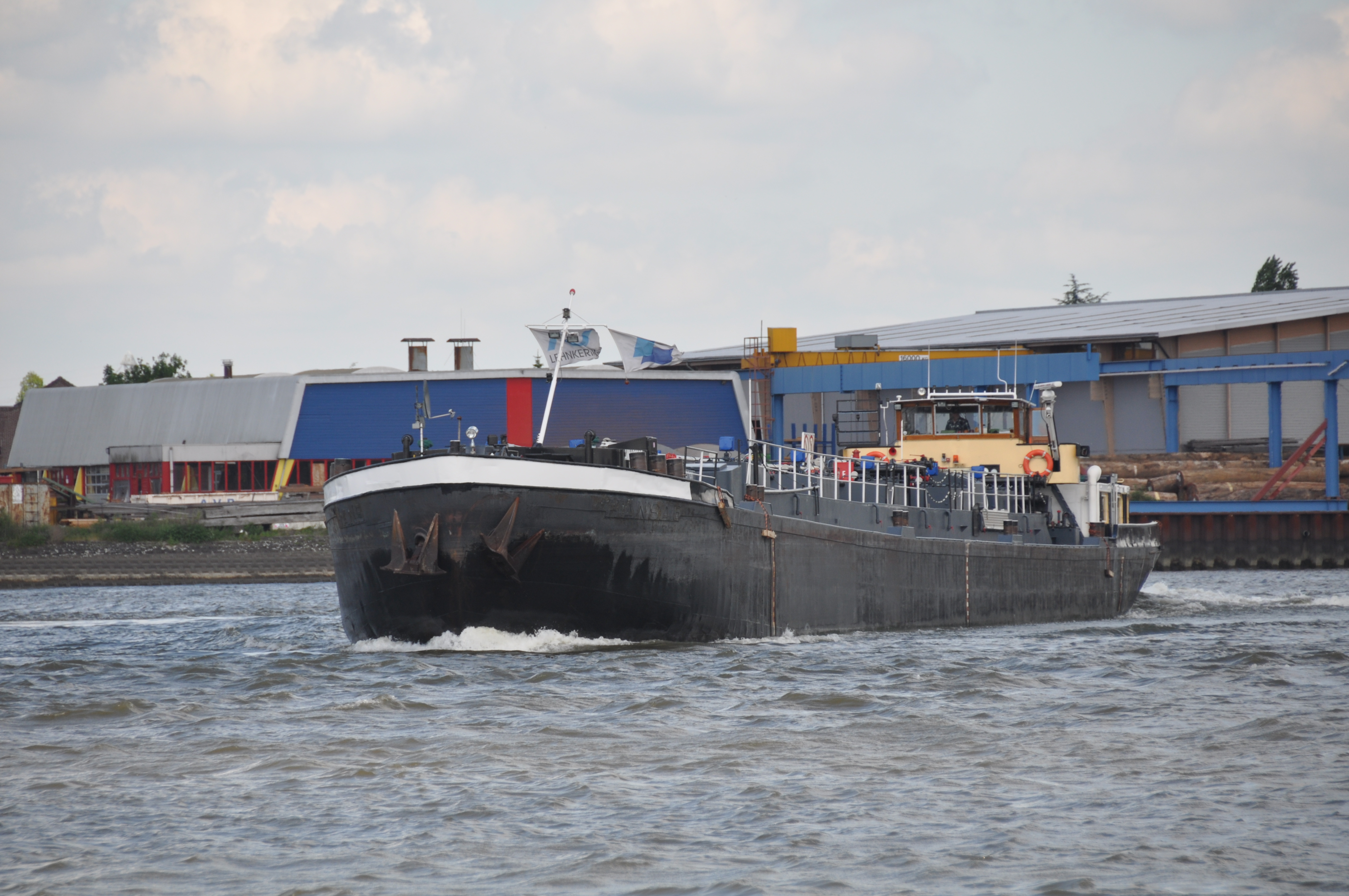
Anna Soraya
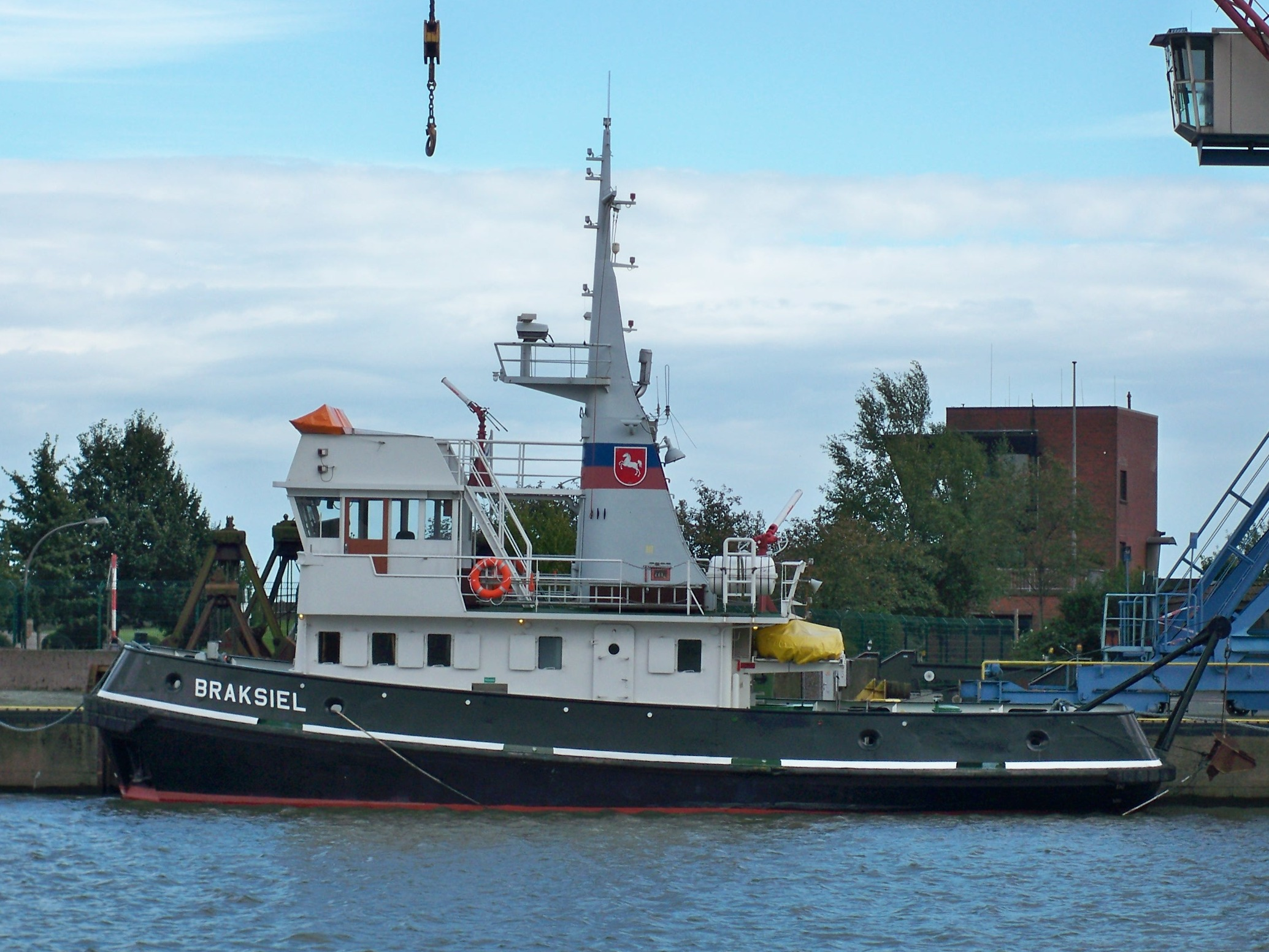
Braksiel
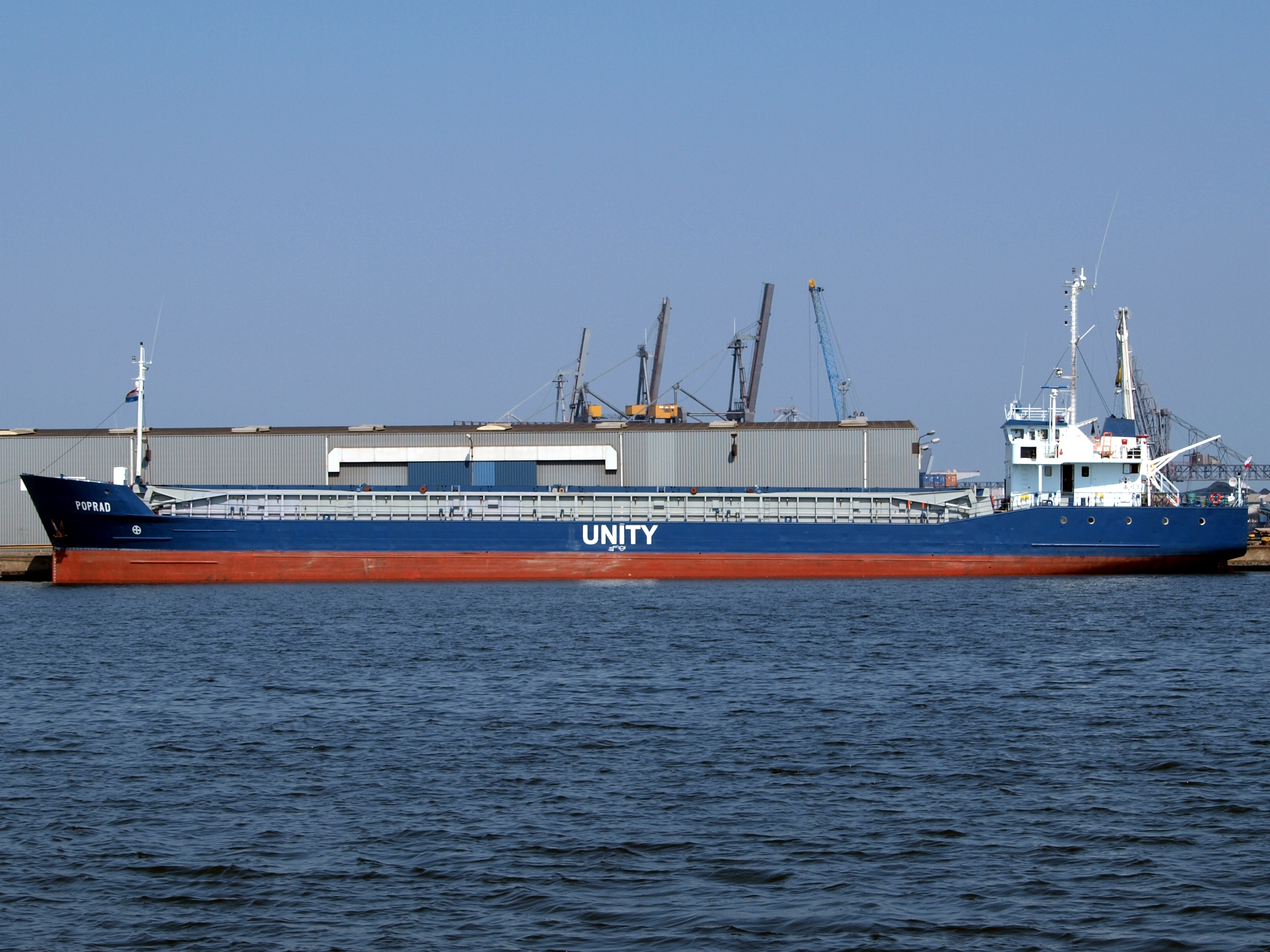
Poprad
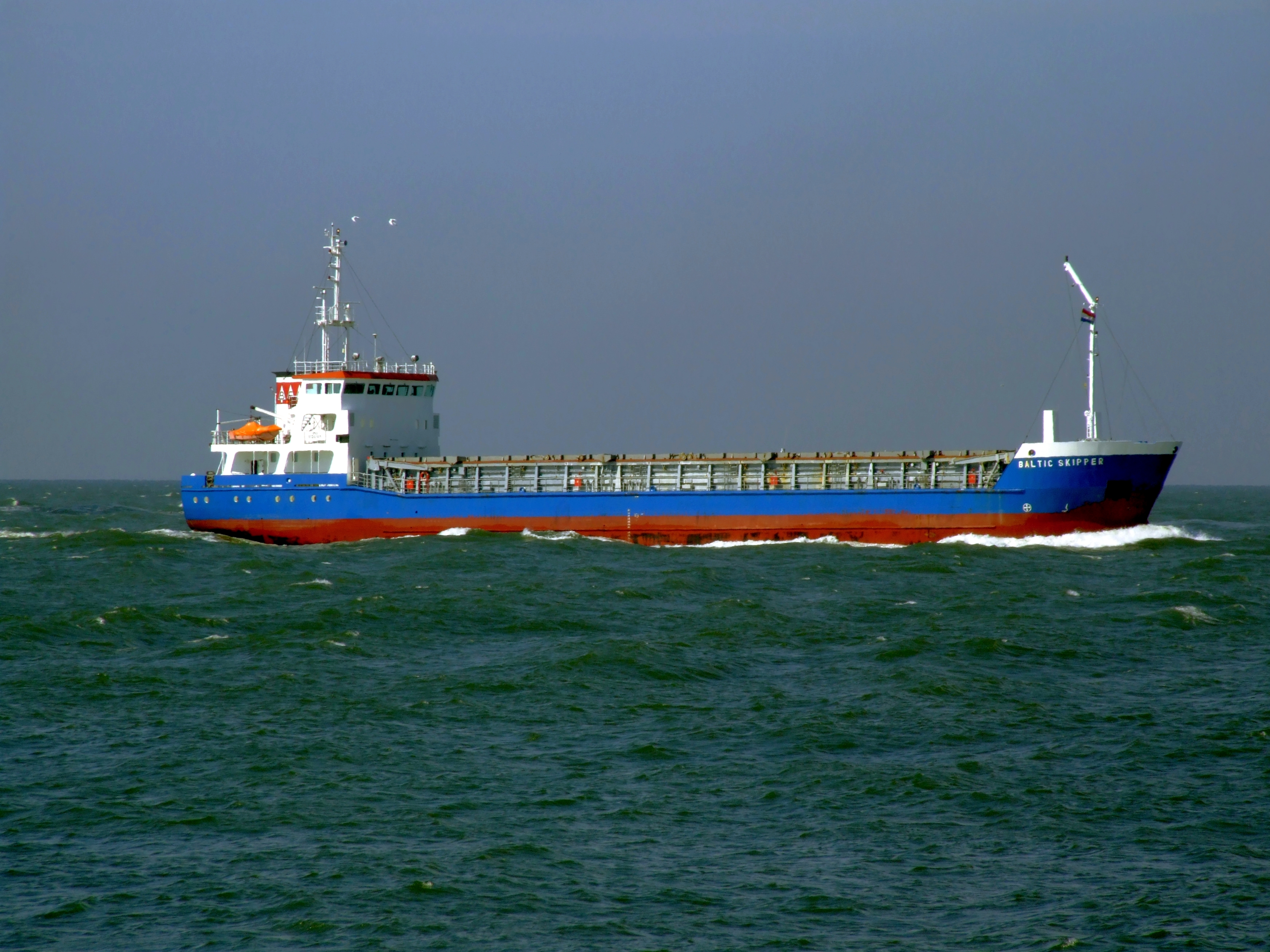
Baltic Skipper
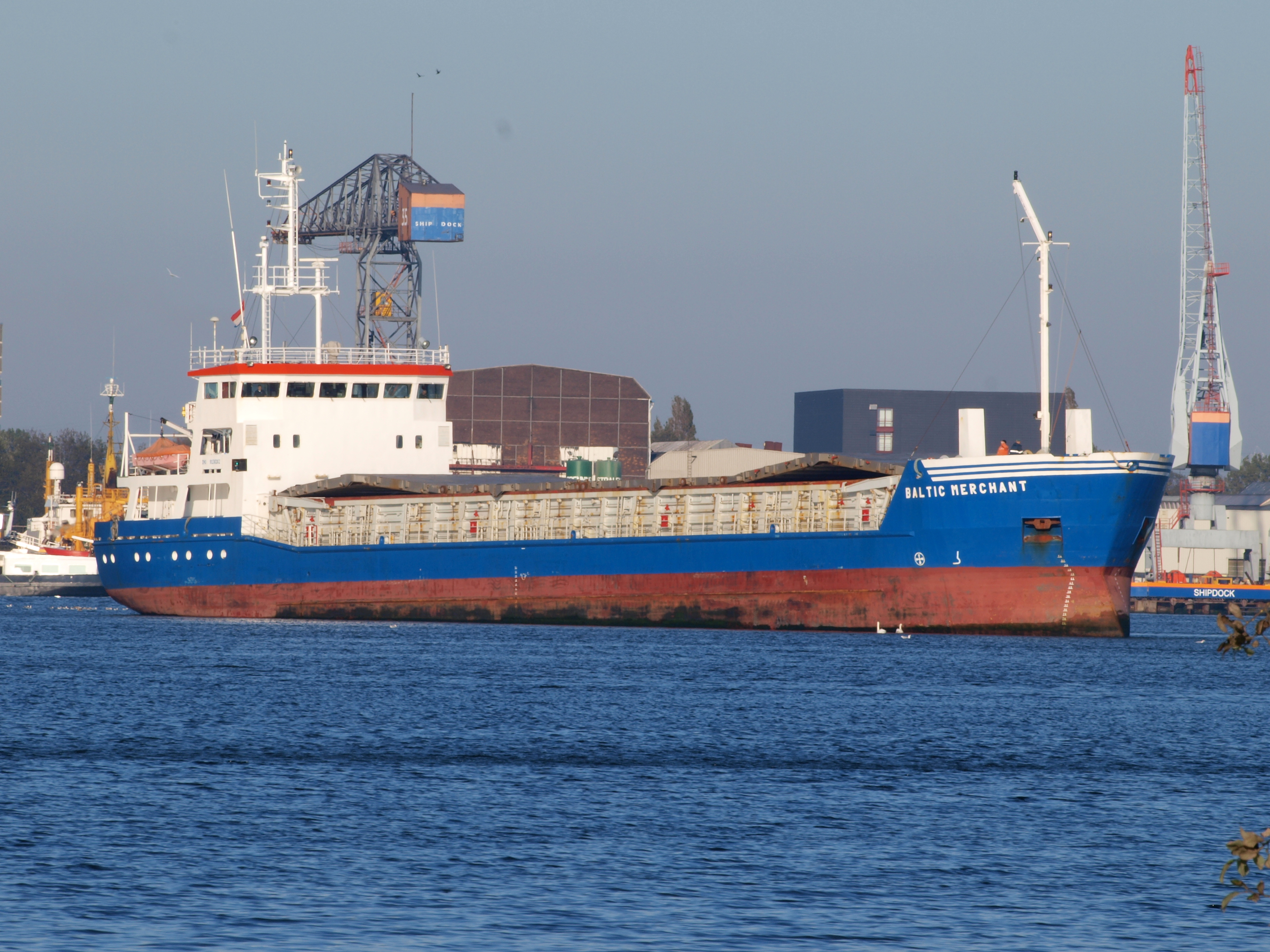
Baltic Merchant